# Melamphaes occlusus
Melamphaes occlusus is een straalvinnige vissensoort uit de familie van de grootschubvissen (Melamphaidae). De wetenschappelijke naam van de soort is voor het eerst geldig gepubliceerd in 2012 door Kotlyar.